# 9645 Grünewald
9645 Grünewald eller 1995 AO4 är en asteroid i huvudbältet som upptäcktes den 5 januari 1995 av den tyske astronomen Freimut Börngen vid Tautenburg-observatoriet. Den är uppkallad efter den tyske målaren Matthias Grünewald.
Asteroiden har en diameter på ungefär 10 kilometer.